# Rosenkrage
Rosenkrage (Tanacetum coccineum) är en växtart i familjen korgblommiga växter. Arten är vildväxande i nordöstra Turkiet, Kaukasus och norra Iran.

## Egenskaper
Rosenkrage är flerårig, 40–70 cm hög med finflikiga blad samt prästkragelika blomkorgar med vanligen skära eller röda kantblommor. Den blommar i juni-juli och är utmärkt både som rabattväxt och som snittblomma.
En vitblommig variant av rosenkrage har använts som insektmedel under namnet "persiskt insektspulver".

## Synonymer

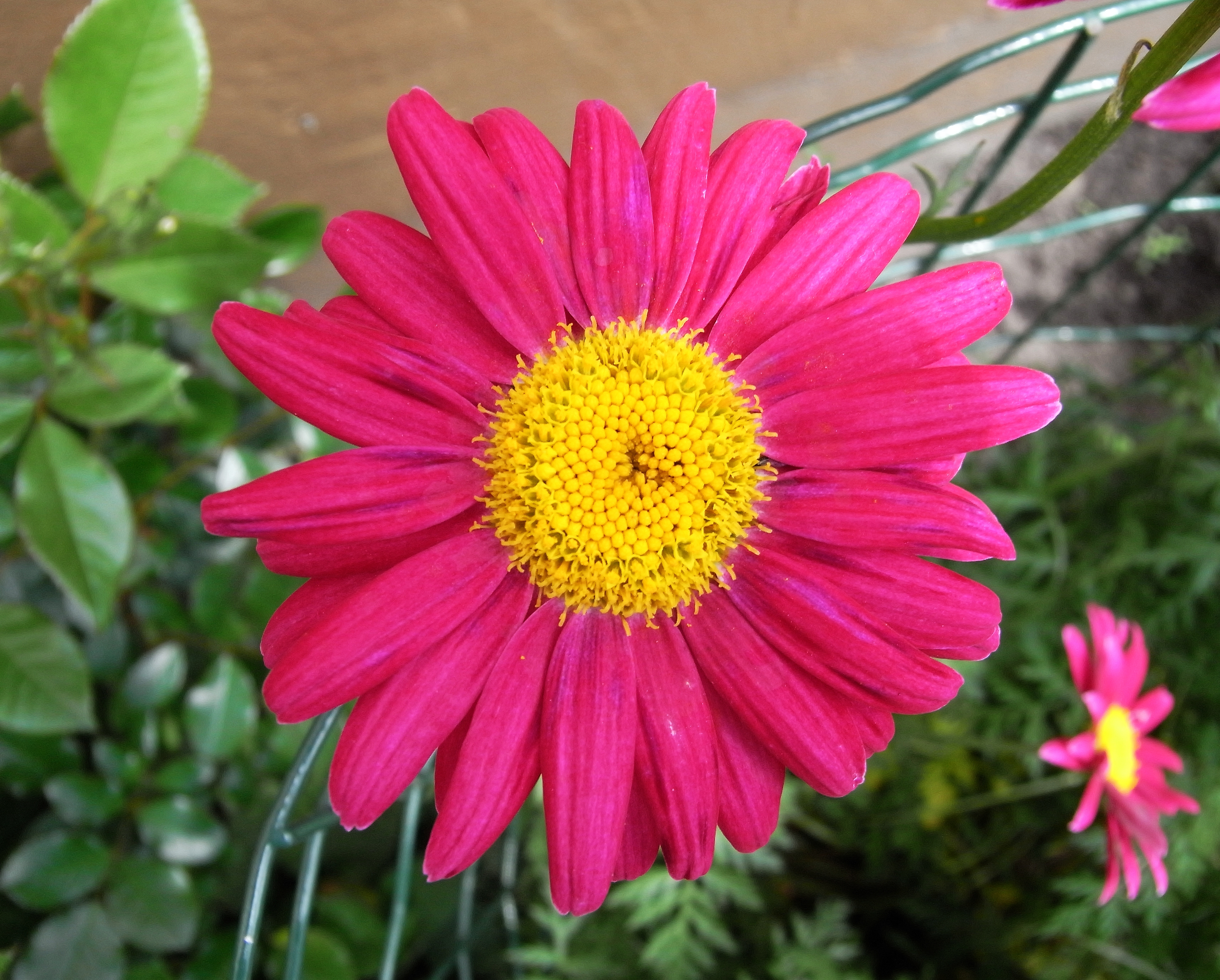

Chrysanthemum coccineum Willdenow
Chrysanthemum marschallii Ascherson ex O.Hoffm.
Chrysanthemum roseum (M.Bieberstein) Parsa nom. illeg.
Chrysanthemum roseum Adams
Pyrethrum carneum M. Bieberstein 
Pyrethrum chamaemelifolium (Sommier & Levier) Sosnowsky
Pyrethrum coccineum (Willdenow ) Voroschilov
Pyrethrum roseum var. chamaemelifolium Somm. & H.Léveillé
Tanacetum coccineum subsp. carneum (M.Bieberstein) Grierson
Tanacetum coccineum subsp. chamaemelifolium (Somm. & H.Léveillé) Grierson
Tanacetum roseum (M.Bieberstein) C.H.Schultz
Rosenmarguerit